# FBS
Division I Football Bowl Subdivision (FBS) je najviša razina NCAA američkog nogometa. Škole u Diviziji I FBS mogu se natjecati u bowl utakmicama. U bowl utakmicama automatski se natječu pobjednici 5 najjačih konferencija. 
Škole su ograničene na 85 stipendija koje mogu dati igračima.
Od nadolazeće 2017. godine, bit će 129 članova FBS-a, zato što se Sveučilište Alabama u Birminghamu (UAB) vraća u FBS nakon što je 2014. otišlo u FCS, a dvije škole (Sveučilište Coastal Carolina i Sveučilište Liberty) su trenutno u procesu pristupanja. Coastal Carolina pristupa konferenciji Sun Belt, a Liberty postaje NCAA nezavisni.

## Konferencije
| Konferencija                 | Nadimak      | Osnovana | Broj članova | Broj sportova | Sjedište                   |
| ---------------------------- | ------------ | -------- | ------------ | ------------- | -------------------------- |
| American Athletic Conference | The American | 1979     | 11           | 21            | Providence, Rhode Island   |
| Atlantic Coast Conference ** | ACC          | 1953     | 15           | 26            | Greensboro, North Carolina |
| Big Ten Conference **        | Big Ten, B1G | 1896     | 14           | 28            | Rosemont, Illinois         |
| Big 12 Conference **         | Big 12       | 1996     | 10           | 21            | Irving, Texas              |
| Conference USA               | C-USA        | 1995     | 14           | 19            | Irving, Texas              |
| Division I FBS Independents  |              |          | 4            |               | nema sjedišta              |
| Mid-American Conference      | MAC          | 1946     | 12           | 23            | Cleveland, Ohio            |
| Mountain West Conference     | MWC          | 1999     | 11           | 19            | Colorado Springs, Colorado |
| Pac-12 Conference **         | Pac-12       | 1915     | 12           | 23            | Walnut Creek, California   |
| Southeastern Conference **   | SEC          | 1932     | 14           | 20            | Birmingham, Alabama        |
| Sun Belt Conference          | Sun Belt     | 1976     | 12           | 18            | New Orleans, Louisiana     |

(**) - Power 5, pet najjačih konferencija FBS-a